# Sergio Aragonés
Sergio Aragonés Domenech (San Mateo, 6 settembre 1937) è un fumettista e scrittore spagnolo naturalizzato messicano, noto soprattutto per i suoi contributi sulla rivista satirica Mad.

## Biografia
Nato a San Mateo, nella Comunità Valenzana, il 6 settembre del 1937, Aragonés e la sua famiglia dovettero rifugiarsi in Francia a causa dell'imperversare della guerra civile spagnola, da dove poi emigrarono in Messico nel 1943. Conseguì la laurea in architettura presso l'Università nazionale autonoma del Messico, dove coltivò al contempo uno studio delle arti sceniche, nella fattispecie la pantomima dietro la supervisione di Alejandro Jodorowsky, e successivamente emigrò negli Stati Uniti nel 1962, all'età di 25 anni (attualmente vive ad Ojai, in California).
Da sempre appassionato di fumetti, a New York decise di perseguirvi uno sbocco lavorativo, riuscendo ad entrare nell'organico della rivista Mad grazie all'intercessione del cubano Antonio Prohías, autore della celebre striscia satirica Spy vs. Spy pubblicata proprio sulle pagine della suddetta rivista, di cui divenne uno dei contributori storici; nel 1980 insieme a Mark Evanier creò il primo personaggio dei fumetti legalmente detento dall'autore, Groo (chiamato così perché non ha nessun significato in nessuna lingua), la cui serie è stata pubblicata negli anni da diversi editori (Pacific Comics, Eclipse Comics, Marvel Comics/Epic Comics, Image Comics, Dark Horse Comics).
Negli anni ha scritto anche storie umoristiche per importanti case come la Marvel e la DC (Fanboy, Sergio Aragonés Massacres Marvel, Sergio Aragonés Destroys DC, Solo).